# Kantonski stolp
Kantonski stolp (kitajsko: 广州塔, v preteklosti Guangdžouski televizijski, astronomski in razgledni stolp, 广州电视台天文及观光塔) je 600 metrov visok stolp, ki se nahaja v mestu Guangdžov v Ljudski republiki Kitajski. Gradnja se je začela leta 2005, končala leta 2009, odprli pa so ga leta 2010. Cena izgradnje je bila 450 milijonov ameriških dolarjev. 
Stolp se uporablja za telekomunikacijo, kot razgledna točka in kot restavracija. Stolp ima 37 nadstropij, s skupno talno površino 114054 m2. V stolpu je 9 dvigal.

## Galerija
- Februar 2007
- November 2007
- Avgust 2008
- Junij 2009
- Otvoritev Azijskih iger 2010
- Marec 2011
- Diagram najvišjih zgradb